# Пам'ятки архітектури Козятинського району
У Козятинському районі Вінницької області під охороною держави перебуває 1 пам'ятка архітектури і містобудування, з них 1 — національного значення.
| Пор. №                 | Найменування пам'ятки  | Датування              | Місцерозташування      | Охорон-ний номер       | Дата та № рішення взяття на облік                     |
| Національного значення | Національного значення | Національного значення | Національного значення | Національного значення | Національного значення                                |
| ---------------------- | ---------------------- | ---------------------- | ---------------------- | ---------------------- | ----------------------------------------------------- |
| с. Поличинці           |                        |                        |                        |                        |                                                       |
| 1                      | Преображенська церква  | 1661 р.                | с. Поличинці           | 965                    | Постанова Ради Міністрів УРСР від 06.09.1979 р. № 442 |

## Джерело
- Пам'ятки Вінницької області [Архівовано 19 червня 2012 у Wayback Machine.]